# خاک صنعتی
کانی‌های صنعتی زیادی تاکنون تحت عنوان خاک‌های صنعتی به‌کار گرفته شده‌اند. اساس تقسیم‌بندی خاک‌های صنعتی در کشورها بسته به کاربردشان متفاوت است، اما در یک چیز مشترک هستند و آن این است که عمده خاک‌های صنعتی در گروه انوا
ع رس‌ها قرار می‌گیرند. رس‌ها بسته به کاربردشان معانی و تعاریف ویژه دارند و در حقیقت رس نامی نیست که نزد همه یکسان باشد. خواص شیمیایی و ساختمان رس‌ها تا نیمه قرن بیستم به خوبی شناخته نشده بود، ریزی دانه‌های رس علت اصلی ناشناخته ماندن کانی در بررسی آن‌ها بود. کاربرد پرتوهای رونتگن در تجزیه و تحلیل ساختمان آن‌ها و کاربرد میکروسکوپ الکترونی برای مشاهده ذرات بسیار ریز این کانی‌ها، معلوم داشت که ویژگی‌های منحصربه‌فرد رس‌ها پی‌آمد مستقیم ابعاد و ساختمان شبکه‌ای ویژه آن‌ها است.

## خاک رس
از واژه رس بسته به کاربرد آن چنین برداشت‌هایی می‌شود:
- از دیدگاه کانی‌شناسی به گروه خاصی از خانواده کانی‌های سیلیکاته ورقه‌ای که دارای یون OH- در ساختمان خود دارند گفته می‌شود.
- در رسوب‌شناسی باتوجه به اندازه ذرات تعریف می‌شود.
- در سنگ شناسی رسوبی به سنگ‌هایی گفته می‌شوند که یکی از ویژگی‌های بالا یا هر دو را داشته باشند.
- در کشاورزی نیز به خاکی که جاذب خوب آب باشد و گیاهان در آن خوب رشد کنند خاک رس گفته می‌شود.

تعریف رس به‌عنوان یک سنگ دشوار است، زیرا مواد گوناگون دیگری نیز در ترکیب این سنگ‌ها شرکت دارند و از اینرو تعریف می‌بایستی تا حدودی کلی باشد. مثلاً می‌توان گفت رس خاکی است طبیعی، مواد آن ریزدانه و عموماً از گروهی کانی‌های متبلور مرسوم به کانی‌های رسی و کانی‌های بی شکل به‌نام آلوفین تشکیل شده‌است.
بسیاری از رس‌ها چنانچه رطوبت به خود گیرند، ویژگی شکل پذیری نشان می‌دهند. رس به‌عنوان واژه مشخص‌کننده اندازه، معرف ریزترین ذرات است. بیشترین اندازه دانه‌های رس در درجه بندی‌های گوناگون مقادیری ناهمسان دارد. پژوهشگران خاک‌شناس و کانی شناسان، بیشتر ۲ میکرون را بالاترین مرز اندازه ذرات می‌دانند در حالی که مقیاس معروف Vent Worth (۱۹۲۲) رس را ماده‌ای با ذرات ریزتر از ۴ میکرون تعریف می‌کند. برخی از رس‌ها در اثر دما، ویژگی‌های سختی، نفوذپذیری و رنگ‌های زیبا به‌دست می‌آورند که سبب کاربرد آن‌ها در صنعت می‌گردد.

## تقسیم بندی خاک‌های صنعتی و رس‌ها در صنعت
هر کشوری با توجه به توسعه یافتگی محصولاتی که مواد اولیه آن‌ها وابسته به رس است و نگاهش به صنعت، برای خود یک دسته‌بندی برای رس‌های صنعتی دارد. ایالات متحده که سابقه طولانی در به کارگیری خاک‌های صنعتی دارد انواع خاک‌های صنعتی رسی را به شکل زیر دسته‌بندی می‌کند. این دسته‌بندی در برخی از کشورهای دیگر هم به‌کار گرفته می‌شود. خاک‌های صنعتی یا رس‌ها در این دسته‌بندی در شش گروه قرار می‌گیرد:
1. رس معمولی و شیل
2. -بال‌کلی
3. خاک نسوز
4. بنتونیت
5. فولرارث یا گل سرشور
6. کائولن

## خاک صنعتی در ایران
در ایران با توجه به منابع خاک‌های صنعتی و رس‌ها و کاربری آن‌ها توصیه می‌شود که خاک‌های صنعتی به شکل زیر دسته‌بندی شوند:
1. رس‌های کائولینیتی و نسوز
2. رس‌های بنتونیتی
3. رس‌های معمولی یا نیمه صنعتی[۱]